# Amarantine
Amarantine es el quinto álbum de estudio de la cantante irlandesa Enya. El álbum se publicó el 22 de noviembre de 2005. Obtuvo un Premio Grammy en la categoría de Mejor Álbum New Age en 2007 y es el tercer álbum de más ventas del género New Age en los Estados Unidos de la década del 2000 según Nielsen SoundScan. La fecha de lanzamiento fue anunciada por Roma Ryan el 23 de septiembre de 2005 en el foro oficial de Enya. Posteriormente se filtró en internet que el lanzamiento sería el 11 de noviembre de 2005.
Dos temas del álbum fueron lanzados como singles oficiales, éstos son Amarantine e It's in the Rain. Dos canciones del álbum se publicaron como singles promocionales el primero fue If I Could Be Where You Are; lanzado exclusivamente en Japón y el segundo fue Someone Said Goodbye publicado en Estados Unidos; sin embargo para los distintos coleccionistas de la discografía de Enya, este lanzamiento es muy difícil de hallar debido a que la producción del ejemplar se limitó a unas pocas copias.
El álbum ha vendido más de 6 millones de copias en todo el mundo hasta la fecha. El éxito que alcanzó el álbum lo mantuvo por nueve meses y dos semanas (38 semanas) en el puesto #1 de la lista Billboard en la categoría de New Age.

## Ediciones del Álbum
- Edición Original

Fue lanzada en 2005, consta de doce temas en un solo disco. La carátula cuenta con un songbook o cancionero donde aparecen las letras de los temas.
- Edición Navideña

Se publicó exactamente un año después que la versión original del álbum. Contiene dos discos (en algunas ediciones de produce en un disco que contiene la totalidad de los temas). El primero contiene la edición estándar de Amaratine y el segundo posee cuatro producciones navideñas de Enya, éstas son Adeste, Fiedeles, The Magic Of The Night, We Wish You a Merry Christmas y Christmas Secrets. Al igual que la producción artística de la versión original de Amarantine, esta edición cuenta con un cancionero en donde aparecen las letras correspondientes.
- Deluxe Collector Edition

Es un box set de edición limitada que posee la versión original de Amarantine, la segunda edición del libro de Roma Ryan Water Shows The Hidden Heart y tres fotografías exclusivas en un compartimiento trasero del pack. Todo esto en un estuche aterciopelado rojo.

## Lista de temas
- Edición Estándar

| N.º | Tema                            | Duración |
| --- | ------------------------------- | -------- |
| 1.  | "Less Than A Pearl"*            | 3:44     |
| 2.  | "Amarantine"                    | 3:12     |
| 3.  | "It's in the Rain"              | 4:06     |
| 4.  | "If I Could Be Where You Are"   | 4:00     |
| 5.  | "The River Sings"*              | 2:43     |
| 6.  | "Long Long Journey"             | 3:12     |
| 7.  | "Sumiregusa"                    | 4:42     |
| 8.  | "Someone Said Goodbye"          | 4:02     |
| 9.  | "A Moment Lost"                 | 3:04     |
| 10. | "Drifting"                      | 4:06     |
| 11. | "Amid The Falling Snow"         | 3:38     |
| 12. | "Water Shows The Hidden Heart"* | 4:39     |

- Edición Navideña

### CD 1
| N.º | Tema                            | Duración |
| --- | ------------------------------- | -------- |
| 1.  | "Less Than A Pearl"*            | 3:44     |
| 2.  | "Amarantine"                    | 3:12     |
| 3.  | "It's in the Rain"              | 4:06     |
| 4.  | "If I Could Be Where You Are"   | 4:00     |
| 5.  | "The River Sings"*              | 2:43     |
| 6.  | "Long Long Journey"             | 3:12     |
| 7.  | "Sumiregusa"                    | 4:42     |
| 8.  | "Someone Said Goodbye"          | 4:02     |
| 9.  | "A Moment Lost"                 | 3:04     |
| 10. | "Drifting"                      | 4:06     |
| 11. | "Amid The Falling Snow"         | 3:38     |
| 12. | "Water Shows The Hidden Heart"* | 4:39     |

### CD 2
| N.º | Tema                            | Duración |
| --- | ------------------------------- | -------- |
| 1.  | "Adeste, Fideles"               | 3:59     |
| 2.  | "The Magic Of The Night"        | 3:32     |
| 3.  | "We Wish You a Merry Christmas" | 3:42     |
| 4.  | "Christmas Secrets"             | 3:46     |

* Letras en Loxian lenguaje tomado del libro "Water Shows The Hidden Heart" de Roma Ryan

## Lenguaje
Es el primer álbum de Enya en donde no utiliza idiomas como irlandés, Latín u otro parecido. Se destaca este disco por tener tres canciones escritas en Loxian un lenguaje ficticio creado por la letrista Roma Ryan. El séptimo tema Sumiregusa está completamente compuesto en japonés, el nombre se traduce como Wild Violet.

## Traducción al castellano de los títulos
Álbum: Amarantine
1. "Less Than a Pearl" (Más Pequeño que Una Perla) *Se refiere al tamaño de la Tierra con respecto al inmenso Universo.
2. "Amarantine" (Amarantine - La Flor Siempre Viva) *Una flor en la mitología griega que nunca muere.
3. "It's in the Rain" (Está en la Lluvia)
4. "If I Could Be Where You Are" (Si Pudiera Estar Donde Tú Estás)
5. "The River Sings" (El Río Canta)
6. "Long Long Journey" (Un Viaje Muy Largo)
7. "Sumiregusa" (Violeta Silvestre) *Una Flor
8. "Someone Said Goodbye" (Alguien Dijo Adiós)
9. "A Moment Lost" (Un Momento Perdido)
10. "Drifting" (A la Deriva)
11. "Amid The Falling Snow" (En Medio de la Nieve que Cae)
12. "Water Shows the Hidden Heart" (El Agua Muestra el Corazón Oculto)